# Amo (album)
Pour les articles homonymes, voir AMO.
Albums de Bring Me the Horizon
Live at the Royal Albert Hall
(2016) Post Human: Survival Horror
(2020)
Singles
1. MANTRA
Sortie : 21 août 2018
2. wonderful life
Sortie : 21 octobre 2018
3. medicine
Sortie : 3 janvier 2019
4. mother tongue
Sortie : 22 janvier 2019
5. nihilist blues
Sortie : 24 janvier 2019
6. sugar honey ice & tea
Sortie : 26 juillet 2019

Amo, stylisé en minuscule, est le sixième album du groupe britannique Bring Me the Horizon, sorti le 25 janvier 2019.
Dès sa sortie, l'album divise les fans, certains affirmant que le groupe a perdu son identité pour un tournant plus commercial. Au niveau commercial, Amo se classe à la première place des charts britanniques, australiens et écossais.

## Historique
Tout comme son prédécesseur That's the Spirit, Amo rompt abruptement avec le style originel du groupe, porté dans le metalcore. Cet album est orienté rock avec des sonorités electro.
Amo signifie « J'aime » en portugais. L'album est d'abord promu par des billboards à Londres et dans d'autres villes du monde entier avec la question « Veux-tu commencer un culte avec moi ? »; la phrase étant un extrait du morceau Mantra.
Sykes assume le virage entamé par le groupe :  « Amo est un album sur l’amour qui explore chaque aspect d’une émotion très puissante. Il traite du bon, du mauvais et du moche et de fait nous avons créé un album plus expérimental, plus varié, plus étrange et merveilleux que ce que nous avons fait auparavant ».

## Réception

### Critique
Amo reçoit un excellent accueil de la presse à sa sortie, obtenant un score de 85/100 sur Metacritic, basé sur douze critiques.
Roisin O'Connor de The Independent se montre enthousiaste : « Sykes veut affirmer la fragilité de la frontière entre l'amour et la haine. Amo est une façon d'explorer ça, même jusqu'au titre même », mais suggère que l'album « ne va pas satisfaire tous les fans de BMTH, mais c'est certainement accompli, saisissant et assez éclectique pour apporter de nouvelles choses ».
Josh Gray de Clash Music n'est pas convaincu par Amo, avançant que « cet album capte un son parfois inflammable mais en grande partie inconfortable d'un groupe auparavant pionnier sans peur, pris dans une crise de confiance, dépassant ainsi ses propres instincts musicaux pour poursuivre une version idéalisée d'eux-mêmes qu'ils imaginent dans leur propre tête ». Sputnikmusic délivre une critique très négative de l'album, le qualifiant d'« embarrassant » et de « surproduit ».

## Liste des pistes
| No  | Titre                                 | Durée |
| --- | ------------------------------------- | ----- |
| 1.  | i apologise if you feel something     | 2:19  |
| 2.  | MANTRA                                | 3:53  |
| 3.  | nihilist blues (featuring Grimes)     | 5:25  |
| 4.  | in the dark                           | 4:31  |
| 5.  | wonderful life (featuring Dani Filth) | 4:34  |
| 6.  | ouch                                  | 1:49  |
| 7.  | medicine                              | 3:47  |
| 8.  | sugar honey ice & tea                 | 4:21  |
| 9.  | why you gotta kick me when i'm down?  | 4:28  |
| 10. | fresh bruises                         | 3:18  |
| 11. | mother tongue                         | 3:37  |
| 12. | heavy metal (featuring Rahzel)        | 4:00  |
| 13. | i don't know what to say              | 5:52  |

### Pistes bonus de l'édition "Japan Tour"
| No  | Titre                  | Durée |
| --- | ---------------------- | ----- |
| 14. | throne                 | 3:11  |
| 15. | happy song             | 3:59  |
| 16. | drown                  | 3:42  |
| 17. | avalanche              | 4:22  |
| 18. | Shadow Moses           | 4:03  |
| 19. | Sleepwalking           | 3:50  |
| 20. | Can you feel my heart? | 3:48  |

Notes
- Tous les titres sont stylisés en minuscules, sauf Mantra, stylisé en majuscule, ainsi que les titres venant de Sempiternal, dont la première lettre est en majuscule.

## Classements hebdomadaires
| Classement (2019)                     | Meilleure position |
| ------------------------------------- | ------------------ |
| Allemagne (Media Control AG)          | 3                  |
| Australie (ARIA)                      | 1                  |
| Autriche (Ö3 Austria Top 40)          | 5                  |
| Belgique (Flandre Ultratop)           | 2                  |
| Belgique (Wallonie Ultratop)          | 22                 |
| Canada (Canadian Albums Chart)        | 12                 |
| Écosse (OCC)                          | 1                  |
| Espagne (Promusicae)                  | 19                 |
| États-Unis (Billboard 200)            | 14                 |
| Finlande (Suomen virallinen lista)    | 7                  |
| France (SNEP)                         | 49                 |
| Irlande (IRMA)                        | 15                 |
| Italie (FIMI)                         | 20                 |
| Japon (Oricon)                        | 28                 |
| Norvège (VG-lista)                    | 19                 |
| Nouvelle-Zélande (RIANZ)              | 9                  |
| Pays-Bas (Mega Album Top 100)         | 12                 |
| Portugal (AFP)                        | 8                  |
| Royaume-Uni (UK Albums Chart)         | 1                  |
| Royaume-Uni (UK Rock and Metal Chart) | 1                  |
| Suède (Sverigetopplistan)             | 16                 |
| Suisse (Schweizer Hitparade)          | 6                  |